# 조천운동장
조천운동장(朝天運動場, Jocheon Stadium)은 대한민국 제주특별자치도 제주시에 있는 스포츠 시설이다. 인조잔디 필드와 우레탄 트랙이 갖춰진 경기장이며, 2017년 4월에 준공되었다.

## 참고 문헌
- 《2023 전국 공공체육시설 현황 (2022년 12월말 기준)》. 대한민국 문화체육관광부. 2024.